# Isidorea leonardii
Isidorea leonardii är en måreväxtart som beskrevs av Ignatz Urban. Isidorea leonardii ingår i släktet Isidorea och familjen måreväxter.
Artens utbredningsområde är Haiti. Inga underarter finns listade i Catalogue of Life.